# 沼田東村
沼田東村（ぬたひがしむら）は、広島県豊田郡にあった村。現在の三原市の一部にあたる。

## 地理
- 河川：沼田川[1]

## 歴史
- 1889年（明治22年）4月1日、町村制の施行により、豊田郡七宝村、本市村、片島村、末広村、納所村、釜山村、末光村、両名村が合併して村制施行し、沼田東村が発足[1][2]。
- 1926年（大正15年）沼田川支流、天井川が決壊し大きな被害を受けた[1]。1927年（昭和2年）から1929年（昭和4年）にかけて復旧工事を実施[1]。
- 1949年（昭和24年）県営電力排水機を設置[1]。
- 1954年（昭和29年）4月1日、三原市に編入され廃止[1][2]。

## 産業
- 農業、養鶏、綿羊[1]

## 出身者
- 田坂具隆 - 映画監督
- 田坂勝彦 - 映画監督